# Hans Georg Hofmann

Hans Georg Hofmann

Hans Georg Hofmann (* 26. September 1873 in Hof; † 31. Januar 1942 in München) war ein deutscher SA-Führer, zuletzt SA-Obergruppenführer sowie Politiker der NSDAP. Von 1932 bis zu seinem Tod war er Mitglied des Reichstages für den Wahlkreis Niederbayern.

## Leben

### Militärkarriere
Hofmann besuchte die Volksschule in Hof und in Steinwiesen und danach das Gymnasium in Bamberg. Er trat am 1. August 1893 als Dreijährig-Freiwilliger in das 16. Infanterie-Regiment „Großherzog Ferdinand von Toskana“ der Bayerischen Armee in Passau ein. Von März 1894 bis Ende Januar 1895 absolvierte Hofmann erfolgreich die Kriegsschule München und wurde im Anschluss daran zum Sekondeleutnant befördert. Ab Oktober 1900 war er für drei Jahre Adjutant beim Bezirkskommando Vilshofen an der Donau, kehrte anschließend zum 16. Infanterie-Regiment „Großherzog Ferdinand von Toskana“ zurück und wurde dort am 6. März 1905 Oberleutnant. Zum 20. August 1907 folgte seine Versetzung in das 13. Infanterie-Regiment „Franz Joseph I., Kaiser von Österreich und Apostolischer König von Ungarn“, wo er nach seiner Beförderung zum Hauptmann als Kompaniechef fungierte.
Mit seinem Regiment rückte Hofmann nach dem Ausbruch des Ersten Weltkriegs ins Feld und beteiligte sich an den Kämpfen in Lothringen und Frankreich. Im Dezember 1914 erkrankte er und verbrachte daraufhin die kommenden Monate im Lazarett. Nach seiner Gesundung kommandierte man Hofmann zum Ersatz-Bataillon des 10. Infanterie-Regiments „König Ludwig“. Im weiteren Verlauf des Krieges wurde er bei verschiedenen Einheiten als Führer eingesetzt, zuletzt als Major bei Infanterie-Regiment 28. Als solcher geriet Hofmann während der Kämpfe bei Ypern am 26. September 1918 in britische Kriegsgefangenschaft.  Für seine Leistungen war er mit beiden Klassen des Eisernen Kreuzes, dem Militärverdienstorden III. Klasse mit Schwertern sowie dem Österreichischen Militärverdienstkreuz III. Klasse mit Kriegsdekoration ausgezeichnet worden.
Nach Kriegsende kehrte Hofmann im Dezember 1918 aus der Kriegsgefangenschaft zurück und wurde wieder dem 13. Infanterie-Regiment „Franz Joseph I., Kaiser von Österreich und Apostolischer König von Ungarn“ zugeteilt. Nach der Demobilisierung schloss er sich als Bataillonskommandeur dem Freikorps Epp an und war mit diesem an der Niederschlagung des Hamburger Sülzeaufstandes beteiligt. 1920 in die Vorläufige Reichswehr übernommen, befehligte er zunächst das III. Bataillon des Reichswehr-Infanterie-Regiments 44 in Passau, das im Übergangsheer zum II. Bataillon des Reichswehr-Schützen-Regiments 41 und mit der Bildung der Reichswehr zum III. Bataillon des 20. (Bayerisches) Infanterie-Regiments umgebildet wurde. Als Bataillonskommandeur wurde Hofmann am 1. April 1922 zum Oberstleutnant befördert. Er gab dieses Kommando am 31. März 1923 ab und wurde zum Kommandanten von Ingolstadt ernannt. Zum 31. Januar 1926 wurde Hofmann unter Verleihung des Charakters als Oberst aus dem aktiven Dienst verabschiedet. 
Anschließend war er bis zum 31. Mai 1931 als Zivilangestellter bei der Reichswehr tätig.

### Nationalsozialismus
Zugleich war Hofmann bis 1923 Führer des Bundes Bayern und Reich, der stärksten paramilitärischen Vereinigung in Bayern mit föderalistisch-monarchischen Zielen. Im April 1923 wechselte Hofmann zum „Bund Vaterland“. Bereits 1920 hatte er Hitler kennengelernt. Während des gescheiterten Hitlerputsches am 9. November 1923 vermittelte Hofmann zwischen den Putschisten und der Reichswehr. In der Zeit des Nationalsozialismus wurde ihm deshalb am 20. April 1939 der sogenannte „Blutorden“ verliehen.
Der NSDAP trat Hofmann zum 1. Juni 1931 bei (Mitgliedsnummer 550.075). Von Juli 1932 bis zu seinem Tod war er Abgeordneter der NSDAP im Reichstag. Im Juli 1931 übernahm er die Führung der SA-Gruppe Bayern. Zwischen September 1932 und März 1933 führte er die SA-Obergruppe IV, die SA-Gruppen Bayerische Ostmark, Franken und „Hochland“ (Oberbayern und Schwaben) umfasste. Am 1. April 1933 wurde Hofmann zum SA-Obergruppenführer befördert; 1934 war er vorübergehend Inspekteur „Südost“ der Obersten SA-Führung (OSAF). 
Nach der Machtübertragung an die Nationalsozialisten war Hofmann zwischen April 1933 und Juni 1934 Regierungspräsident für Ober- und Mittelfranken. Im Juli 1934 wurde er Staatssekretär beim Reichsstatthalter für Bayern, Franz von Epp. 1933 zum Ehrenbürger von Bayreuth ernannt, verlieh ihm Hitler am 20. April 1937 den Charakter als Generalmajor. Zudem war Hofmann ehrenamtliches Mitglied des Volksgerichtshofes seit dessen Gründung 1934. Hofmann starb am 31. Januar 1942 an einem Herzschlag. Auf Anordnung Hitlers fand am 4. Februar 1942 im Heeresmuseum München ein Staatsakt statt. Für Hofmann rückte Helmut Sündermann in den Reichstag nach.